# جون موراي فوربس (دبلوماسي)
جون موراي فوربس (بالإنجليزية: John Murray Forbes)‏ هو دبلوماسي أمريكي، ولد في 13 أغسطس 1771، وتوفي في 14 يونيو 1831.